# Juaninacka
Juan Ignacio Guerrero Moreno (Campdevànol, Gerona, 31 de mayo de 1978), conocido artísticamente como Juaninacka, es un MC y productor de hip hop español.

## Biografía
A temprana edad, su familia se trasladó a la localidad sevillana de Coria del Río, donde pasó su infancia y adolescencia.

### Inicios en La Alta Escuela
En 1998, Juaninacka comenzó su carrera musical formando el grupo La Alta Escuela junto a Tote King, Juanma MC, El Tralla y DJ Randy. En 1999, el grupo publicó su primer LP, En pie de vuelo, aunque debido a problemas de desplazamiento, se disolvió poco después. Posteriormente, Juaninacka y DJ Randy continuaron colaborando bajo el seudónimo Billy el Niño y Don Dinero, lanzando el maxi Otra historia de Coria... en el año 2000.

### Carrera en solitario
En 2003, Juaninacka debutó en solitario con el epé Versión EP, editado por el sello Fiebre Records. Un año más tarde lanzó su primer LP en solitario, Caleidoscopio, el cual presentó en una gira nacional junto a DJ Makei y DJ Wilor. La canción Podéis llamarlo respeto, colaboración con Zatu, pertenece a este disco.
En 2005, publicó el maxi El hombre, y al año siguiente, 2006, lanzó su segundo LP en solitario, Luces de neón, también editado por Fiebre Records.
Tras finalizar su contrato con Fiebre Records en 2009, firmó con Boa Records y publicó su tercer álbum, 41100 Rock. En el disco aparecen catorce temas con colaboraciones vocales de Juanma y La Alta Escuela, y con producciones de aiSHO, El Cerebro, Acción Sánchez, Dj Makei, Jefe de la M, Titó, R de Rumba, Juanma y Big Hozone.
En 2011, lanzó su cuarto LP, Hellboyz, que incluyó colaboraciones de artistas del rap nacional, tales como Rapsusklei, Sharif, Dealma, Lito MC Cassidy y Nestakilla. El título del disco, según el propio artista, surgió de una broma privada relacionada con el calor de la ciudad, desmintiendo cualquier connotación de tono callejero o combativo.
Juaninacka presentó, en 2012, el proyecto M.I.L.F. (Music I'd Like to Feel), una serie de doce temas publicados mensualmente. Cada uno de ellos estuvo acompañado por una carátula específica. Durante ese mismo año participó con Sicario y Acción Sánchez, en el festival solidario Cometa Hop, celebrado en Salobreña, con el objetivo de recaudar fondos para ayudar a las personas con discapacidad.
Junto con los MC aragoneses Rapsusklei y Sharif, publicó en 2014 el álbum Curso básico de poesía, lanzado en octubre de ese año, con diez cortes a través del sello Eterno Miusik. Al año siguiente lanzó el EP Éxodo. Este trabajo consta de siete temas que no habían encajado en sus proyectos anteriores.
En 2017, publicó el LP Del amor y otros vicios, financiado mediante crowdfunding. El álbum incluye dieciséis cortes y un remix, con colaboraciones de Toteking (en el tema Con gusto), El Cirujano, Al2 El Aldeano, Zatu, Lasai, Jonas Sanche y Bman Zerowan.
Dos años después presentó el álbum Caballo negro, realizado en colaboración del chileno Frainstrumentos. El álbum cuenta con colaboraciones de artistas como AL2 El Aldeano, Rxnde Akozta, Nosecuenta y Laura Gómez, y fue lanzado oficialmente el 24 de julio de 2019.
En 2022, lanzó el EP Bisutería Cara, compuesto por siete temas que él mismo considera su primera "maqueta", ya que se encargó de todos los aspectos creativos del proyecto. Este trabajo cuenta con colaboraciones de DJ Sobe, La DameJazz y Mari Medina.
Continuando con el sello Ruanda Records, en junio de 2025 publica Buenos Tiempos, un LP que consta de doce temas producidos íntegramente por Ciclo.

## Discografía

### Álbumes de estudio
- Buenos Tiempos (2025, Ruanda Records)[17]
- Bisutería Cara (2022, Ruanda Records)
- Caballo negro (2019, Autoeditado)
- Del amor y otros vicios (2017, Autoeditado)
- Hellboyz (2011, Boa Música)
- 41100 Rock (2009, Boa Música)
- Luces de neón (2006, Fiebre Records)
- Caleidoscopio (2004, Fiebre Records)

### EPs, Maxis y maquetas
- Notas de Audio (2021, Autoeditado)
- Básicos (2020, Autoeditado)
- Éxodo (2015, Autoeditado)
- El hombre (2005, Fiebre Records)
- Versión EP (2003, Fiebre Records)
- El Japonés (2002, Autoeditado)
- Otra historia de Coria... (2000, Flow Records)

### Con La Alta Escuela
- En pie de vuelo (1999, Flow Records)
- Ready 4 War (2016, Sony Music)[18]